# 乒乓 (漫畫)
是松本大洋的日本漫畫作品。作品以乒乓球為題材、內容描寫友情的青春漫畫，並以神奈川縣藤澤市為故事舞台。
1996年至1997年間於小學館《週刊Big Comic Spirits》連載，全55話。並於1997年至1998年間，雖然被選為手塚治虫文化獎候補作品，但仍獲得眾多選考委員給予相當高的評價。
媒介方面，2002年上映改編真人電影，同年被評為電影旬報2002年度十佳的第九名。並在2014年播出電視動畫。

## 故事大綱
星野裕和月本诚同属于片濑高校乒乓球部。星野裕虽然打乒乓球很厉害，但是他对于自己的才能有些自满，对于学长们也有些挑衅的感觉。月本诚因为绝对不会笑被星野裕命名为“微笑”，内向不爱说话且桌球表現平平，將星野視為「桌球的英雄」。2个人听说辻堂学院高校乒乓球部来了个中国留学生，就前去侦探。星野与留学生孔文革比赛，结果1分没得的输了。
乒乓球部的指導老師小泉察覺了月本總是顧慮到對手而不拿出全力，決心以特訓發掘他的桌球天分。孔文革和高中桌球霸主海王學院主將風間龍一也都很看好月本。在全國高中桌球大賽預賽，特訓後的月本將孔文革壓著打，最後放水輸掉，星野卻輸給以前的手下敗將——海王學院的佐久間學，這讓星野大受打擊，開始荒廢了桌球並自暴自棄。孔文革之後被風間徹底打敗，最後放棄回國，繼續在辻堂学院帶隊。
佐久間不滿風間的眼裡只有月本，便擅自向月本挑戰，結果落敗並遭到退社。佐久間與星野同病相憐，佐久間激勵星野再度振作。星野接受桌球館婆婆的魔鬼訓練，以重回第二年的全國高中桌球大賽。預賽中，脫胎換骨的星野先是打敗了孔文革，又在一番難分難捨的比賽中險勝風間。到了預賽的決賽，為了與月本對戰，星野不顧腳傷也要上場，兩人打了痛快的一局，最後由星野勝出，晉級全國大賽。五年後，月本當起桌球館的教練，風間成了平凡的桌球選手，而星野正在國際桌球賽事中發光發熱。

## 登場人物

### 片瀨高中
星野裕／Peco（聲：片山福十郎、西田光貴（幼少））
右手直拍。
本作主角。高中一年級→二年級。
月本誠／Smile（聲：內山昂輝、里村洋（幼少））
右手橫拍。
本作主角之一。高中一年級→二年級。
小泉丈／Butterfly Joe（聲：屋良有作）
右手直拍。
桌球社顧問兼英文老師。
大田（聲：星野貴紀）
桌球社主將。高中二年級→三年級。

### 海王學園
風間龍一／Dragon（聲：咲野俊介、坂口湧久（幼少））
右手橫拍。
高中二年級→三年級。海王學園桌球社社長，高中最強的選手，在高中聯賽連續兩年都獲得冠軍。
佐久間學／Akuma（聲：木村昴、池澤巧貢（幼少））
右手直拍。
高中一年級→退社。
真田昌幸（聲：濱田賢二）
右手橫拍。
高中二年級→三年級。
桌球社副社長，全國排名16的強豪。講著九州方言。
貓田修二（聲：大隈健太）
海王學園桌球社社員。講著關西方言。在2年級的高中聯賽最後只擠進預賽前4強。
風間龍（聲：小川真司）
動畫原創角色。海王學園理事長。龍一的祖父。
風間卓（聲：石住昭彦）
海王學園桌球社教練。動畫版設定為理事長的兒子。

### 辻堂學院
孔文革／China（聲：文曄星）
右手中國式直拍。
原型是孔令輝與馬文革。

### 田村桌球場
婆婆（聲：野澤雅子）
田村桌球場的經營人。
道夫（聲：島田岳洋）
婆婆的兒子。藤澤農業大學桌球隊的教練。

### 其他
江上（聲：津田健次郎）
大鵬高校3年級生。
百合枝（聲：川澄綾子）
動畫原創角色。卓的女兒，短大生。與龍一為表姐弟。
曾拍過桌球商品的廣告。
子（聲：栗田惠理奈）
佐久间学的女朋友，后与其结婚并育有3个孩子。

## 出版書籍
| 冊數 | 小學館        | 小學館             | 大塊文化      | 大塊文化              |
| 冊數 | 發售日期      | ISBN               | 發售日期      | ISBN                  |
| ---- | ------------- | ------------------ | ------------- | --------------------- |
| 1    | 1996年9月1日  | ISBN 4-09-184736-6 | 2017年7月31日 | ISBN 978-986-213808-3 |
| 2    | 1997年1月1日  | ISBN 4-09-184737-4 | 2017年7月31日 | ISBN 978-986-213809-0 |
| 3    | 1997年4月1日  | ISBN 4-09-184738-2 | 2017年7月31日 | ISBN 978-986-213810-6 |
| 4    | 1997年8月1日  | ISBN 4-09-184739-0 | 2017年7月31日 | ISBN 978-986-213811-3 |
| 5    | 1997年10月1日 | ISBN 4-09-184740-4 | 2017年7月31日 | ISBN 978-986-213812-0 |

文庫版
| 冊數 | 小學館        | 小學館                 |
| 冊數 | 發售日期      | ISBN                   |
| ---- | ------------- | ---------------------- |
| 1    | 2012年7月14日 | ISBN 978-4-09-196241-6 |
| 2    | 2012年7月14日 | ISBN 978-4-09-196242-3 |
| 3    | 2012年8月10日 | ISBN 978-4-09-196243-0 |

大開本
| 冊數 | 小學館       | 小學館                 |
| 冊數 | 發售日期     | ISBN                   |
| ---- | ------------ | ---------------------- |
| 1    | 2014年4月1日 | ISBN 978-4-09-186089-7 |
| 2    | 2014年4月1日 | ISBN 978-4-09-186090-3 |

## 真人電影
2002年年初宣布拍攝真人電影，窪塚洋介、ARATA等人領銜主演，同年7月在日本首映。

### 故事大綱
主角月本誠（ARATA飾）是天生的乒乓球好手，與髮小的星野裕（窪塚洋介飾）同為片瀨高校的乒乓球球隊選手。高校聯賽中，他們遇上來自中國的孔文革（李燦森飾）、上屆冠軍風間龍一等，強中自有強中手，二人能否取勝？星野裕（窪塚洋介飾）、月本誠（ARATA飾）都是片瀨高校乒乓球隊的隊員。
來自中國的留學生孔文革（李燦森飾）曾是上海少年乒乓球隊的隊員，現在他也來到了日本，成為辻堂學院的一員。星野裕一心想成為這個星球上頭號桌球選手，對桌球愛到痴迷的地步。從小便不苟言笑的月本誠同樣愛桌球愛到無以復加，他把才華橫溢的星野裕視為心中的英雄。
學校球隊顧問小泉早就注意到月本誠的才華，想將其拉至帳下全心訓練他，但卻被月本誠婉拒。但月本誠最後還是沒能抵禦住乒乓球的誘惑加入了校隊，在小泉的指導下嶄露頭角。月本誠的兒時玩伴佐久間也是球壇高手，不過佐久間也有偶像，他最為崇敬的對象是風間龍一，一個一直以為自己的宿命便是勝利、將乒乓球強權化的人，但風間龍一也對月本誠的幸運得到小泉訓練而心生羡慕。校內比賽時星野裕在選拔賽上先是敗給了孔文革，然後在敗給了佐久間後想放棄乒乓球，在佐久間的忠告下他才繼續練習。
另一方面，月本誠在教練的耐心指導下技藝大增，他正一路過關斬將。決賽莫非是要在月本誠和星野裕之間進行？

### 演員列表
- 窪塚洋介：星野裕／佩可
- ARATA：月本誠／微笑
- 中村獅童：風間龍一／龍
- 李燦森：孔文革／中國（從廣州重金禮聘的乒乓球高手）
- 大倉孝二（日语：大倉孝二）：佐久間學／惡魔
- 夏木麻里：田村／老奶奶
- 竹中直人：小泉丈／蝴蝶丈

### 製作人員
- 原作：松本大洋
- 導演、VFX：曾利文彥（日语：曽利文彦）
- 編劇：宮藤官九郎
- 音樂監督：二見裕志
- 主題歌：SUPERCAR（日语：SUPERCAR）「YUMEGIWA LAST BOY（日语：YUMEGIWA LAST BOY）」
- 插入曲：SUPERCAR、SUBTLE、石野桌球（日语：石野卓球）、DUB SQUAD、sugar plant、ma-o、GROUP、WORLD FAMOUS、砂原良德（日语：砂原良徳）、BOOM BOOM SATELLITES（日语：BOOM BOOM SATELLITES）、cicada（日语：cicada）
- 音樂：安井輝
- 音樂協調：小林弘幸
- 攝影：佐光朗（日语：佐光朗）
- 照明：渡邊孝一
- 美術：金勝浩一
- 錄音：山田均
- 剪輯：上野聰一（日语：上野聡一）
- 技斗：二家本辰己（日语：二家本辰己）
- 音響效果：岡瀨晶彥（日语：岡瀬晶彦）
- 故事分鏡：荒牧伸志
- 特殊造型：松井祐一（日语：松井祐一）、三好史洋
- CG：TBS·CG部、Digital Frontier（日语：デジタル・フロンティア）、DML
- 桌球顧問：坂井敏昭
- 假髮提供：Artnature（日语：アートネイチャー）
- 外景協力：茨城縣、水海道市（今常總市） 等地
- 技術協力：東通（日语：東通）、Sony Marketing（日语：ソニーマーケティング）
- 工作室：東映東京攝影所（日语：東映東京撮影所）
- 現像：IMAGICA
- 創意製作人：椎名保
- 製作人：小川真司、鈴木早苗、井上文雄
- 製作：Asmik Ace（日语：アスミック・エース）、小學館、TBS電視台、BS-TBS、日本出版販售（日语：日本出版販売）、IMAGICA
- 發行：Asmik Ace

## 電視動畫
以《乒乓 THE ANIMATION》（ピンポン ジ·アニメーション）為標題，2014年4月至6月於富士電視台的『noitaminA』時段首播。播出時已經將原作內容在動畫中重新作過調整，同時以完整重現原作氛圍和畫風是這部電視動畫的特徵。
還有，由於該作動畫沒有預先寫好的劇本，因此導演湯淺政明決定兼任劇本統籌、編劇及分鏡，依原作漫畫裡面的台詞和畫格，將分鏡表全部完成。
2015年，乒乓電視動畫入圍2015年度東京動畫獎電視部門。

### 製作人員（動畫）
- 原作：松本大洋（小學館〈BIG SPIRITS COMICS（日语：ビッグコミックス）〉刊）
- 製作：松崎容子（日语：松崎容子）、植田益朗、中尾勇一、石川豐
- 導演、劇本統籌、編劇、分鏡：湯淺政明
- 副導演：崔恩映
- 人物設定、總作畫監督：伊東伸高（日语：伊東伸高）
- 美術監督：Aymeric Kevin
- 色彩指定：田邦夫
- 攝影監督：中村俊介
- 剪輯：木村佳史子
- 音響監督：木村繪理子
- 音樂：牛尾憲輔
- 音樂製作人：佐野弘明（日语：佐野弘明）、千葉悅子
- 主製作人：山本幸治（日语：山本幸治 (プロデューサー)）
- 製片人：岡安由夏、新宅洋平
- 動畫製作人：藤尾勉
- 動畫製作：龍之子製作公司
- 製作：動畫「乒乓」製作委員會（富士電視台、Aniplex、東樂產業Holdings（日语：京楽産業ホールディングス）、電通）

### 主題歌
片頭曲
作詞、作曲、編曲、主唱：爆彈強尼
片尾曲
作詞、作曲：久保健治，主唱：Merengue
插入歌
「（中文：Midnight Flight -一個人的聖誕節-）」（第6話）
作詞、作曲、主唱：浜田省吾
「（中文：將手伸向太陽）」（第11話）
作詞：柳瀨嵩，作曲：今泉隆雄，編曲：牛尾憲輔

### 各話列表
| 話數 | 日文標題 | 中文標題                           | 演出       | 作畫監督                                       |
| ---- | -------- | ---------------------------------- | ---------- | ---------------------------------------------- |
| #1   |          | 風聲在妨礙                         | 久保田雄大 | 伊東伸高                                       |
| #2   |          | 微笑是機器人                       | 伊藤秀樹   | 伊藤秀樹                                       |
| #3   |          | 把人生賭在桌球上什麼的真讓人作嘔   | 荒川真嗣   | 伊東伸高 戶田沙耶香                            |
| #4   |          | 絕對不會輸的唯一方法那就是不要戰鬥 | 上野史博   | 阿部弘樹 服部憲治                              |
| #5   |          | 在哪裡搞錯了                       | 宇都宮正紀 | 石丸賢一                                       |
| #6   |          | 你不是比誰都更喜歡桌球嗎!!         | 久保田雄大 | 淺野直之、戶田沙耶香 伊東伸高                  |
| #7   |          | Yes My Coach                       | 伊藤良太   | 西垣子 柴田健兒                                |
| #8   |          | 英雄登場                           | 許平康     | 石丸賢一、戶田沙耶香 淺野直之                  |
| #9   |          | 稍微哭一會                         | 伊藤良太   | 戶田沙耶香、淺野直之 奧田佳子、柴田健兒 西垣子 |
| #10  |          | 老子就是英雄!!                     | 崔恩映     | 伊東伸高                                       |
| #11  |          | 血有鐵一般的味道                   | 湯淺政明   | 伊東伸高、淺野直之 戶田沙耶香、西垣子          |

### 播放電視台
日本深夜動畫：下文記載的日本国内播放時間使用日本標準時間（UTC+9）表示。因為部分時間标识會採用30小时制，因此請留意这类超过24:00的时间，其實際播放時間為翌日清晨。
| 播放地區   | 播放電視台     | 播放日期                 | 播放時間（UTC+9）             | 所屬聯播網          | 備註                   |
| ---------- | -------------- | ------------------------ | ----------------------------- | ------------------- | ---------------------- |
| 關東廣域圈 | 富士電視台     | 2014年4月10日－6月19日   | 星期四 24時50分－25時20分     | 富士電視網          | 製作委員會方式參加     |
| 岩手縣     | 岩手可愛電視台 | 2014年4月10日－6月19日   | 星期四 24時50分－25時20分     | 富士電視網          | 同時線上播放           |
| 山形縣     | 櫻桃電視台     | 2014年4月10日－6月19日   | 星期四 24時50分－25時20分     | 富士電視網          | 同時線上播放           |
| 愛媛縣     | 愛媛電視台     | 2014年4月10日－6月19日   | 星期四 25時10分－25時40分     | 富士電視網          |                        |
| 静岡縣     | 靜岡電視台     | 2014年4月10日－6月19日   | 星期四 25時20分－25時50分     | 富士電視網          |                        |
| 秋田縣     | 秋田電視台     | 2014年4月10日－6月19日   | 星期四 25時30分－26時00分     | 富士電視網          |                        |
| 福島縣     | 福島電視台     | 2014年4月10日－6月19日   | 星期四 25時35分－26時05分     | 富士電視網          |                        |
| 新潟縣     | 新潟綜合電視台 | 2014年4月10日－6月19日   | 星期四 25時40分－26時10分     | 富士電視網          |                        |
| 廣島縣     | 新廣島電視台   | 2014年4月10日－6月19日   | 星期四 25時45分－26時15分     | 富士電視網          |                        |
| 熊本縣     | 熊本電視台     | 2014年4月10日－6月19日   | 星期四 25時45分－26時15分     | 富士電視網          |                        |
| 近畿廣域圈 | 關西電視台     | 2014年4月10日－6月19日   | 星期四 25時58分－26時28分     | 富士電視網          |                        |
| 宮城縣     | 仙台放送       | 2014年4月10日－6月19日   | 星期四 26時00分－26時30分     | 富士電視網          |                        |
| 福岡縣     | 西日本電視台   | 2014年4月10日－6月19日   | 星期四 26時05分－26時35分     | 富士電視網          |                        |
| 中京廣域圈 | 東海電視台     | 2014年4月10日－6月19日   | 星期四 26時10分－26時40分     | 富士電視網          |                        |
| 鹿兒島縣   | 鹿兒島電視台   | 2014年4月10日－6月19日   | 星期四 26時10分－26時40分     | 富士電視網          |                        |
| 佐賀縣     | 佐賀電視台     | 2014年4月11日－6月20日   | 星期五 24時50分－25時20分     | 富士電視網          |                        |
| 北海道     | 北海道文化放送 | 2014年4月20日－6月28日   | 星期日 26時10分－26時40分     | 富士電視網          |                        |
| 日本全國   | 萬代頻道       | 2014年4月25日－6月25日   | 星期三 12時00分 更新          | 網路電視            | [ 注 1 ]               |
| 日本全國   | 富士電視TWO    | 2014年10月24日－11月28日 | 星期五 26時00分－27時00分     | 富士電視網 衛星電視 | 一天2話連續播映 有重播 |
| 日本全國   | BS富士         | 2017年4月8日－6月17日    | 星期日 24時30分－25時00分     | 富士電視網 衛星電視 |                        |
| 臺灣       | MY 101綜合台   | 2014年12月2日－12月16日  | 星期一至五 19時30分－20時00分 |                     |                        |

### BD-BOX／DVD-BOX
2014年8月27日發售，同時還有收錄動畫原聲帶。規格編號：ANZX-6281（Blu-ray）、ANZB-6281（DVD、完全生產限定版）、ANSB-6281（DVD、通常版）。

### 網頁遊戲
以《～乒乓 THE ANIMATION～ 超高速！大亂鬥方塊》（～ピンポン THE ANIMATION～ 超高速！スマッシュパズル!!）為標題，2014年4月11日起以網頁遊戲的方式推出。遊戲的類型是桌球方塊。

## 腳註

## 外部連結
- 電影官方網站 （日語）
- 電影《乒乓》 （页面存档备份，存于） （日語）－allcinema（日语：allcinema）
- 電影《乒乓》 （页面存档备份，存于） （日語）－KINENOTE（日语：キネマ旬報映画データベース）
- AllMovie上《乒乓》的资料（英文）
- 互联网电影数据库（IMDb）上《乒乓》的资料（英文）
- 電視動畫官方網站 （页面存档备份，存于） （日語）
- 乒乓的X（前Twitter） （日語）
- 動畫《乒乓》的Facebook專頁 （日語）